# Stacja Narciarska Polana Szymoszkowa w Zakopanem
Stacja Narciarska Polana Szymoszkowa w Zakopanem – ośrodek narciarski położony w Zakopanem na południowym zboczu Gubałówki. Dolna stacja znajduje się przy Drodze Powstańców Śląskich, prowadzącej z Zakopanego do Kościeliska, w pobliżu hotelu Mercure Kasprowy Zakopane. Możliwy jest również dojazd do górnej stacji (która jest już w gminie Kościelisko), znajdującej się na grzbiecie Gubałówki.

## Koleje, wyciągi i trasy
Stacja dysponuje 2 kolejami krzesełkowymi:
- 6-osobowa wyprzęgana kolej firmy Doppelmayr Garaventa Group o długości 1291 m, przewyższeniu 261 m i przepustowości 3000 osób na godzinę, wyposażony w osłonę chroniącą przed śniegiem i wiatrem
- 4-osobowa o długości 360 m, przewyższeniu 60 m i przepustowości 2000 osób na godzinę.

Wzdłuż każdej z kolei przebiega trasa narciarska:
- wzdłuż kolei 6-osobowej, trasa jest początkowo czerwona, w dolnej części niebieska. Średnie nachylenie trasy – 20%
- wzdłuż kolei 4-osobowej – trasa niebieska, średnie nachylenie trasy – 17%.

Stoki są sztucznie śnieżone i oświetlone, trasy przygotowywane przez ratrak.
Stacja nie jest członkiem Stowarzyszenia Polskie stacje narciarskie i turystyczne.

## Pozostała infrastruktura
W pobliżu dolnych stacji kolei znajdują się:
- duży hotel „Mercure” (dawniej „Kasprowy”)
- wypożyczalnia sprzętu narciarskiego
- serwis sprzętu narciarskiego
- szkoła narciarska
- wyciąg dla dzieci
- kąpielisko z wodami termalnymi
- parking.

W pobliżu górnej stacji znajduje się szałas gastronomiczny.

## Operator
Operatorem stacji jest Dorado Sp. z o.o. Prezesem zarządu spółki jest Waldemar Sobański. Udziałowcami w spółce są: partner austriacki (75%) i Waldemar Sobański (25%), który wniósł do spółki grunt.

## Historia
Kompleks narciarski rozpoczął działalność w 1994 roku. 4-osobowa kolei została oddana do użytku w 1997 roku, a kolej 6-osobowa została wybudowana w 2000 roku.
Spółka Dorado, obecny właściciel i operator ośrodka została zarejestrowana w KRS w listopadzie 2003 roku.
Istnienie ośrodka – podobnie jak stacji na Butorowym Wierchu i Gubałówce – jest zagrożone, ponieważ właściciele części działek, na których istnieją trasy narciarskie, prowadzą z operatorem negocjacje dotyczące wysokości stawek dzierżawy.
Od początku 2010 roku spółka Dorado prowadziła negocjacje w PKL S.A. na temat sprzedaży stacji. Jednak rozmowy te nie zostały sfinalizowane i strony pod koniec 2011 roku odstąpiły od rozmów. Spółka w dalszym ciągu zamierza sprzedać ośrodek.

## Galeria

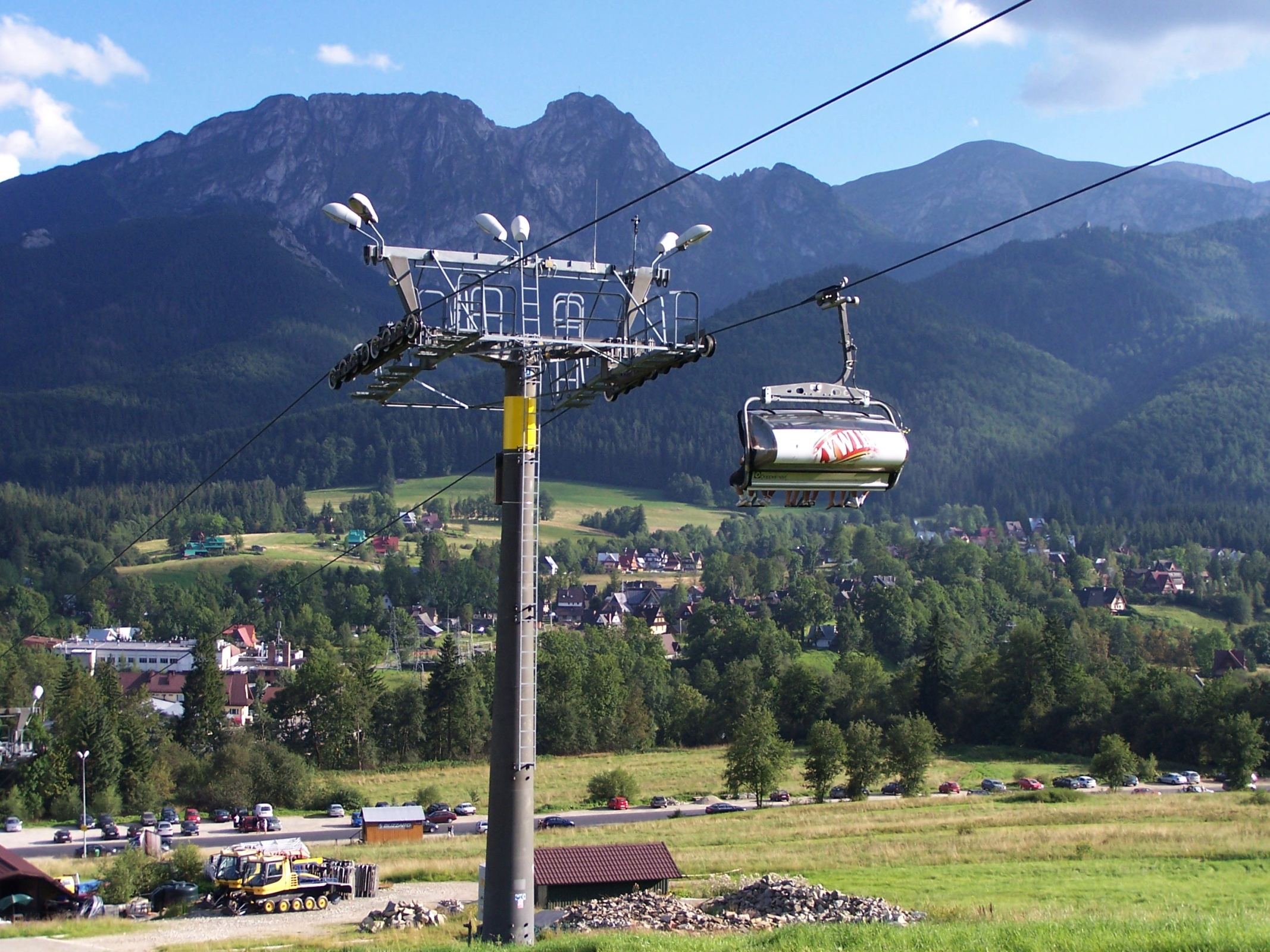
Kolejka linowa Polana Szymoszkowa i widok na Tatry, 2010
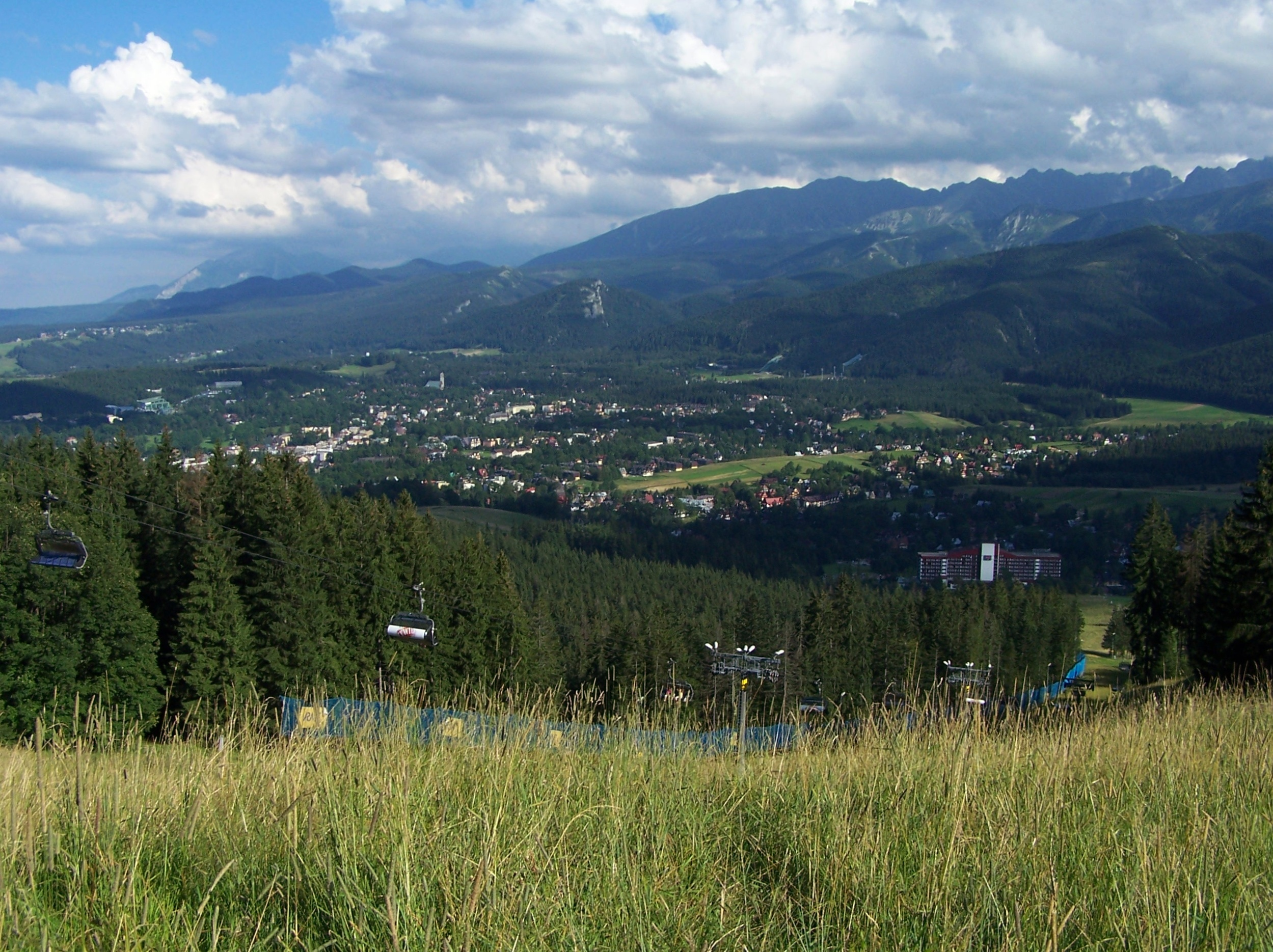
Widok ogólny na Tatry i Zakopane, 2010
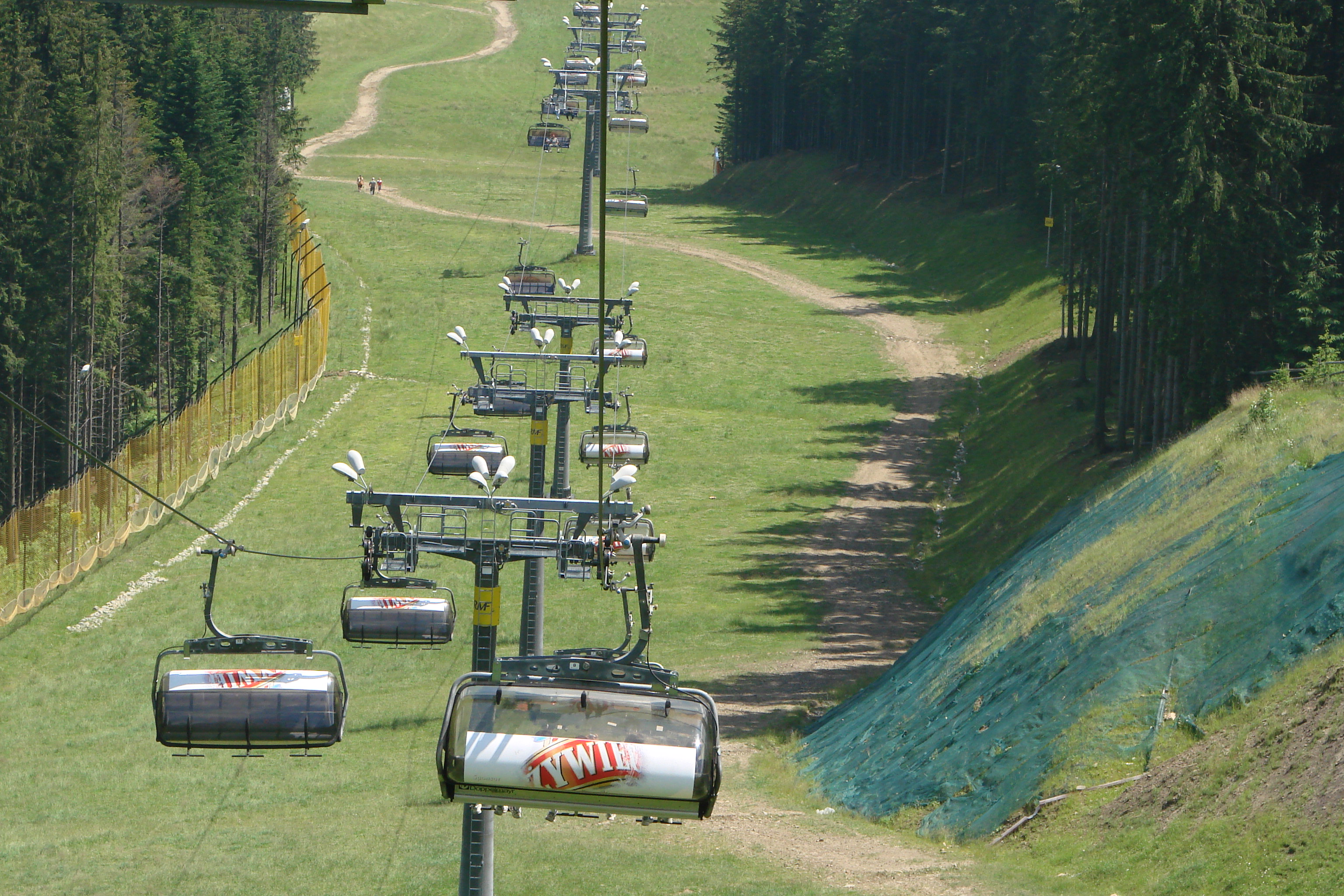
Główna trasa w 2007 roku
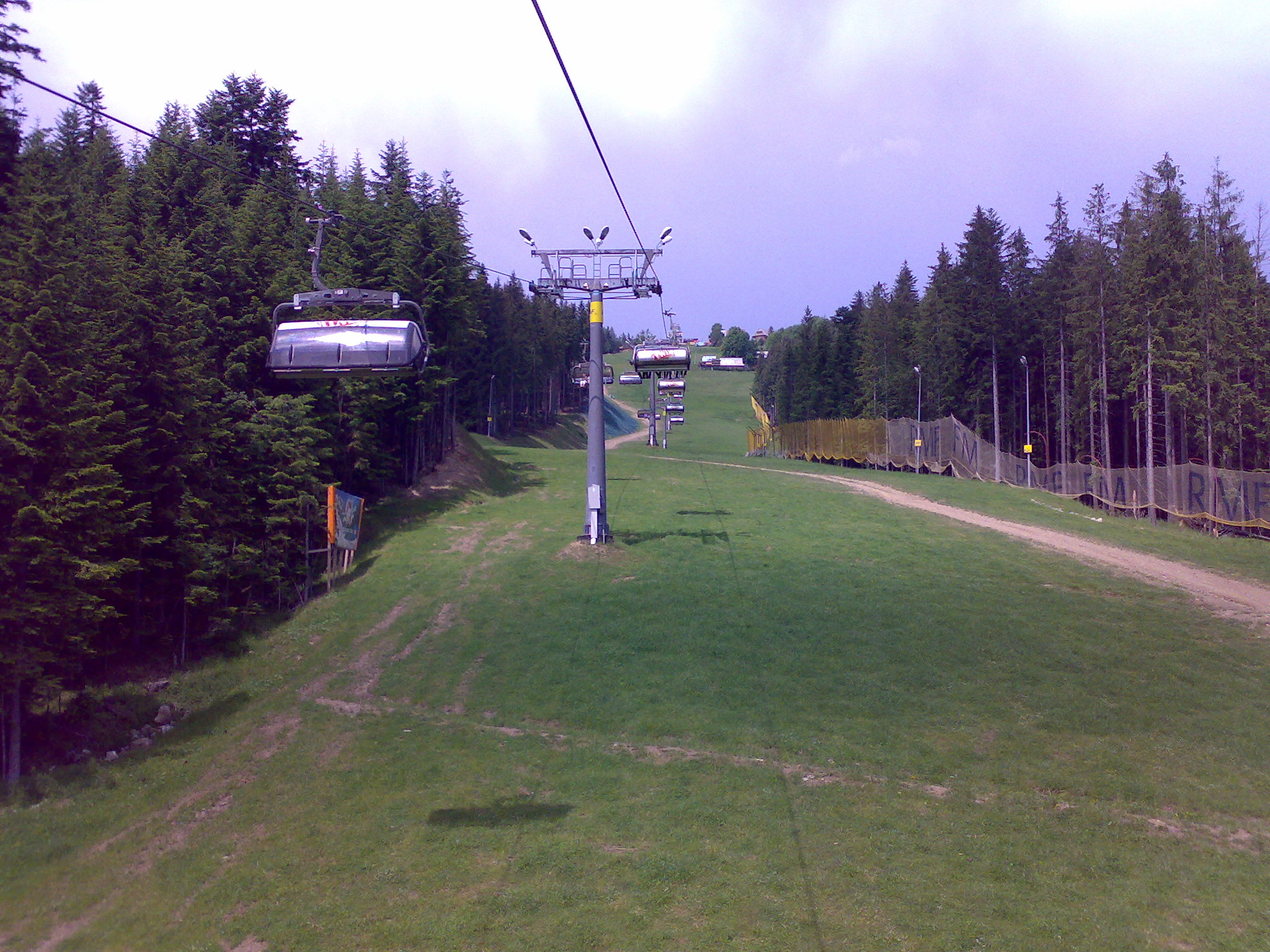
Główna trasa w 2007 roku